# Ján Čech
Ján Čech (5. června 1915 Tisovec – 24. října 1998 Praha) byl slovenský a československý politik, poválečný poslanec Prozatímního Národního shromáždění za Komunistickou stranu Slovenska (respektive za KSČ).

## Biografie
Už během vysokoškolských studií byl politicky aktivní a levicově orientován v studentském hnutí. Byl členem Československé sociálně demokratické strany dělnické. Za tzv. Slovenského štátu byl do roku 1944 pracovníkem slovenského ministerstva hospodářství.
V rámci sociálně demokratické strany představoval levicové křídlo. Udržoval kontakty s V. ilegálním vedením KSS /slovenské územní organizace KSČ (K.Šmidke, G.Husák, L.Novomeský, byla vytvořena už v době tzv. druhé čs. republiky, tj. od října 1938 do března 1939/. Účastnil se Slovenského národního povstání. Bojoval v partyzánské brigádě Za slobodu Slovanov. V září 1944 byl na slučovacím sjezdu sociálních demokratů a komunistů v Banské Bystrici zvolen místopředsedou Ústředního výboru Komunistické strany Slovenska.
Po roce 1945 působil jako hospodářský pracovník a politik. Od června 1945 do 14. září 1945 zastával funkci místopředsedy Slovenské národní rady. V srpnu 1945 byl delegáty národních výborů zvolen za poslance Slovenské národní rady. Zasedal zde do roku 1946. V letech 1945-1946 byl i poslancem celostátního Prozatímního Národního shromáždění za KSS. Poslancem byl do parlamentních voleb v roce 1946.
V 50. letech působil jako předseda Osidlovacího úřadu, který měl na starosti realizaci československo-maďarské dohody o výměně obyvatelstva mezi oběma státy. Podle vzpomínek Ladislava Šimoviče kritizoval Čecha jeho nadřízený Július Ďuriš za neplnění příkazů ÚV KSS ohledně důsledně třídního výběru maďarských rodin z Československa, určených pro vysídlení do Maďarska. Byl proto z čela úřadu odvolán. Pak byl přesunut do ředitelství tabákového průmyslu a později na úřednické místo do Prahy.
Jeho syn Prof. PhDr. Ján Čech, CSc.(narozen 1946) je slovenský psycholog a vysokoškolský učitel. Jeho bratrem byl odbojář a funkcionář Gustáv Čech (1912–???). Jeho švagrem byl Ladislav Šimovič, poválečný československý diplomat a státní úředník. Společně byli aktivní v levicových opozičních kruzích za slovenského štátu.